# 297
| 297                |
| ------------------ |
| Dødsfald - Fødsler |
|                    |

| Gregoriansk kalender | 297 CCXCVII             |
| Ab urbe condita      | 1050                    |
| Armensk kalender     | I/T                     |
| Kinesiske kalender   | 2993 – 2994 丙辰 – 丁巳 |
| Etiopisk kalender    | 289 – 290               |
| Jødisk kalender      | 4057 – 4058             |
| Hindukalendere       |                         |
| - Vikram Samvat      | 352 – 353               |
| - Shaka Samvat       | 219 – 220               |
| - Kali Yuga          | 3398 – 3399             |
| Iransk kalender      | 325 BP – 324 BP         |
| Islamisk kalender    | 335 BH – 334 BH         |

Se også 297 (tal)